# Herige
 (mai 2020).
Herige est une entreprise française de négoce de matériaux de construction dont le siège est à L'Herbergement (Vendée).
Le groupe emploie 2 194 collaborateurs dont 986 dans le négoce, 262 dans le béton et 780 en menuiserie.
Le groupe dispose de 77 points de vente en France[réf. nécessaire]. En mars 2020, il acquiert six centrales à béton en Sarthe et en Mayenne.

## Histoire
Herige a été créé en 1907.
En 1990, la société est introduite en bourse de Paris. Elle est cotée sous le code ALHRG. Les familles des fondateurs restent majoritaires.
En décembre 2023, la société annonce sa décision de vendre ses activités de négoce de matériaux au groupe français Samse. La vente concerne en particulier la marque historique du groupe : VM Matériaux. L'objectif du groupe est de se concentrer sur ses activités industrielles.

## Principaux actionnaires
Au 24 mai 2020.
| Caillaud (famille)                  | 28,2% |
| Robin (famille)                     | 24,2% |
| Herige (auto contrôle)              | 5,29% |
| Fidelity Management & Research      | 4,16% |
| Herige (plan d'épargne)             | 3,61% |
| Lazard Frères Gestion               | 2,91% |
| Daniel Robin                        | 2,49% |
| River & Mercantile Asset Management | 1,24% |
| Portzamparc Gestion                 | 0,33% |
| Dimensional Fund Advisors           | 0,27% |